# Новиков, Юрий Владимирович (искусствовед)
Новиков Юрий Владимирович (29 января 1938, Москва — 13 октября 2011, Санкт-Петербург) — российский искусствовед, лауреат премии Андрея Белого (1980).

## Биография
Родился 29 января 1938 года. Окончил школу в Выборге, затем — профтехучилище.
В 1964 году окончил Топографический техникум, работал в Заполярье. В 1968 году поступил на вечернее отделение ЛГУ (кафедра искусствоведения), по его окончании был зачислен в Государственный Русский музей.
В середине 1960-х годов знакомится с неофициальными поэтами и художниками. Посещал квартирные выставки, участвовал в диспутах о современном искусстве в студенческих клубах и в ДК им. Газа. Работал научным сотрудником Ленинградского филиала Росреставрации; занимался обследованием памятников архитектуры Северо-Запада. В 1977 году перешёл в Государственную инспекцию по охране памятников Ленинграда.
С 1978 году регулярно освещал выставки неофициальных художников в журнале «Часы», некоторые из его статей рецензий были перепечатаны в зарубежной прессе.
В 1981 году стал одним из учредителей Товарищества экспериментального изобразительного искусства, несколько лет входил в его правление. В том же году участвовал в создании Клуба-81, вошёл в его правление.
С 1980 периодически публиковал материалы по искусству и проблемам охраны культурного наследия в ленинградских газетах, журналах и сборниках.
В 1998—2001 работал над книгой «Неофициальные художники Ленинграда», в которой описана история независимого художественного движения.
Автор более 250 публикаций.
Речь при получении премии Андрея Белого:

Я помню, как несколько лет назад обсуждалась необходимость отмечать какие-то вехи, какие-то события культурного движения. Когда заходил разговор о литературной премии, собеседники никак не могли отделить шутку от серьёзного, иронию от убежденности, что премию, естественно надо вручать «за заслуги». Я вспомнил эти разговоры потому, что и сейчас не могу освободиться от шутливого отношения и к премии, и к ритуалу награждения, и к той речи, которую я держу перед вами. Но в то же время я вполне сознаю ту честь, которая оказана мне, честь быть отмеченным премией Андрея Белого вместе с таким поэтом как Владимир Алейников и таким писателем как Борис Дышленко.
Немного о себе. Расскажу живой анекдот. Много лет назад я поступил на работу в автопарк слесарем. Случилось так, что вместе со мной с направлением отдела кадров явился мой однофамилец — но шофёр. Мастер нас перепутал, шофера послал на ремонт грузовика, мне же дал задание перегонять машины. Свою ошибку мастер заметил через несколько дней, но за это время я научился водить автомашину, хотя прежде никогда не садился за руль. Так и критиком творчества ленинградских художников-неофициалов я оказался, в некотором смысле, случайно и сейчас считаю, что не вполне осведомлен о всех течениях и периодах современного авангардизма. Но я понял, что если я не сделаю ту работу, которую делаю сейчас, её никто и никогда не сделает, и браться за неё нужно, невзирая на отсутствие времени и необходимой подготовки…
Я позволю себе высказать убеждение: культура, к которой мы принадлежим, вообще в своей основе анекдотическая, однако, хочу предупредить, что в слово «анекдотичность» я не вношу оттенка пренебрежения. Анекдот — не менее вечен, чем эпос. Что осталось от средневековья? — лишь то, что неотделимо от иронического восприятия. Подлинная культура пародирует все материализованное, и это должно спасти, Только то, что совершенно легко, что пребывает в пародийной игре, — и есть культура.

Скончался 13 октября 2011 года.

## Книги
- Врубель. Переписка. Воспоминания о художнике. Л.: Искусство, 1976 (один из составителей).
- Мосты и набережные Ленинграда (Альбом). Л.: Лениздат, 1991.
- Сергей Дягилев и художественная культура XIX—XX вв. (редактор). Пермь, 1989.
- Неофициальные художники Ленинграда. 1956—1981: Художественная энциклопедия. — СПб., 2000